# Olof Björnsson (sagokung)
Olof Björnsson (regeringstid cirka 970–975) är en svensk sagokung som skall ha samregerat med sin bror Erik Segersäll. Enligt traditionen dog Olof Björnsson av ett ormbett. Olof omtalas i Styrbjarnar þáttr Svíakappa i Flatöboken.
Han ska enligt traditionen ha varit gift med Ingeborg Thrandsdotter med vilken han fick barnen Styrbjörn Starke och Gyrithe Olafsdotter. Fornvästnordisk sagalitteratur (Styrbjarnar þáttr Svíakappa i Flatöboken) anger att tinget efter Olofs död ansåg Styrbjörn Starke olämplig som kung, varvid Erik Segersäll ska ha utsett sitt ofödda barn till medregent på villkor att det blev en son; vilket det också blev genom Olof Skötkonungs födsel.